# Маня Ковальські
Маня Ковальські (25 січня 1976 , Потсдам ) — німецька академічна веслувальниця, олімпійська чемпіонка, чемпіонка світу.

## Біографія
Маня Ковальські народилася 25 січня 1976 року в Потсдамі, НДР. Проходила підготовка у місцевому гребному клубі «Потсдамер» під керівництвом тренера Ютти Лау. Тренувалася разом із сестрою-близнюком Керстін, з якою згодом виступала в одному екіпажі протягом більшої частини своєї спортивної кар'єри. Вивчала інформатику у Вищій прикладній школі Потсдама.
Вперше заявила про себе у веслуванні у 1992 році, вигравши срібну медаль у парних четвірках на чемпіонаті світу серед юніорів у Монреалі. Через рік на юніорській світовій першості в Норвегії в тій же дисципліні здобула перемогу. Ще через рік на аналогічних змаганнях у Мюнхені стала срібною призеркою у парних двійках.
У період 1995—1996 років у складі німецької національної збірної брала участь у молодіжному Кубку націй, де двічі поспіль посідала друге місце у програмі парних четвірок.
У 1997 році дебютувала на дорослому Кубку світу, зокрема у четвірках здобула бронзу на етапі в Люцерні.
У 1999 році у двійках на етапах Кубка світу у Відні та Люцерні взяла золото та срібло відповідно. Стала чемпіонкою Німеччини у парних двійках разом із Катрін Борон.
Завдяки низці вдалих виступів удостоїлася права захищати честь країни на Олімпійських іграх 2000 року в Сіднеї — у складі чотиримісного екіпажу, куди також увійшли Майке Еверс, Мануела Лутце та її сестра Керстін Ковальські, з якими стала олімпійською чемпіонкою.
Після сіднейської Олімпіади Ковальські ще деякий час залишалася в збірній Німеччини і продовжувала брати участь у найбільших міжнародних регатах. Так, у 2001 році у парних четвірках вона здобула перемогу на етапах Кубка світу у Севільї та Мюнхені, а також виграла чемпіонат світу у Люцерні. Два роки поспіль вона ставала чемпіонкою Німеччини у парних четвірках.
У 2002 році ухвалила рішення завершити спортивну кар'єру.

## Виступи на Олімпіадах
| Олімпіада   | Дисципліна     | Місце |
| ----------- | -------------- | ----- |
| Сідней 2000 | парні четвірки | 1     |

## Зовнішні посилання
- Маня Ковальські — олімпійська статистика на сайті Sports-Reference.com (англ.) (архівна версія)
- Маня Ковальські на сайті FISA.